# Semarang
Pour le kabupaten homonyme, voir Kabupaten de Semarang.
Semarang est une ville d'Indonésie située sur la côte nord de l'île de Java, dans la région du Pasisir. C'est la capitale de la province de Java central. Elle a le statut de kota et est distincte du kabupaten de Semarang.
Semarang est par le nombre d'habitants la cinquième métropole de l'Indonésie. Sa population est en croissance, comptant 1,5 million d'habitants selon le recensement de 2010 et est estimée à 1,8 million d'habitants en 2019.
La ville est le siège de l'archidiocèse de Semarang dont le siège est la cathédrale du Saint-Rosaire.

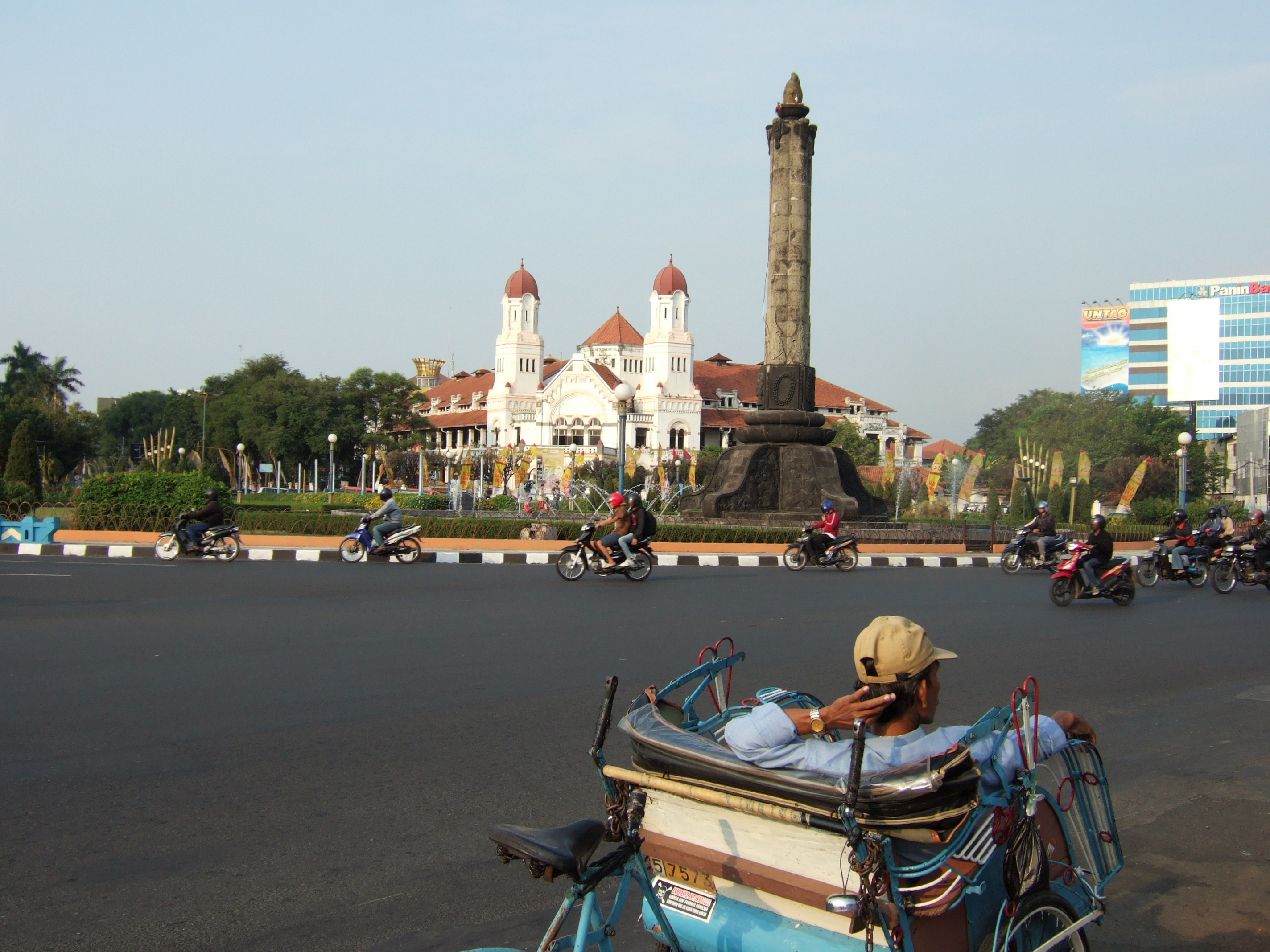
La place Simpang Lima. Au fond, le Lawang Sewu.

## Histoire

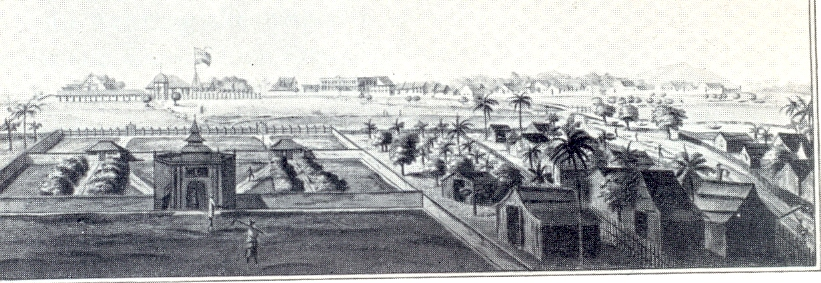
Gravure de Semarang en 1750

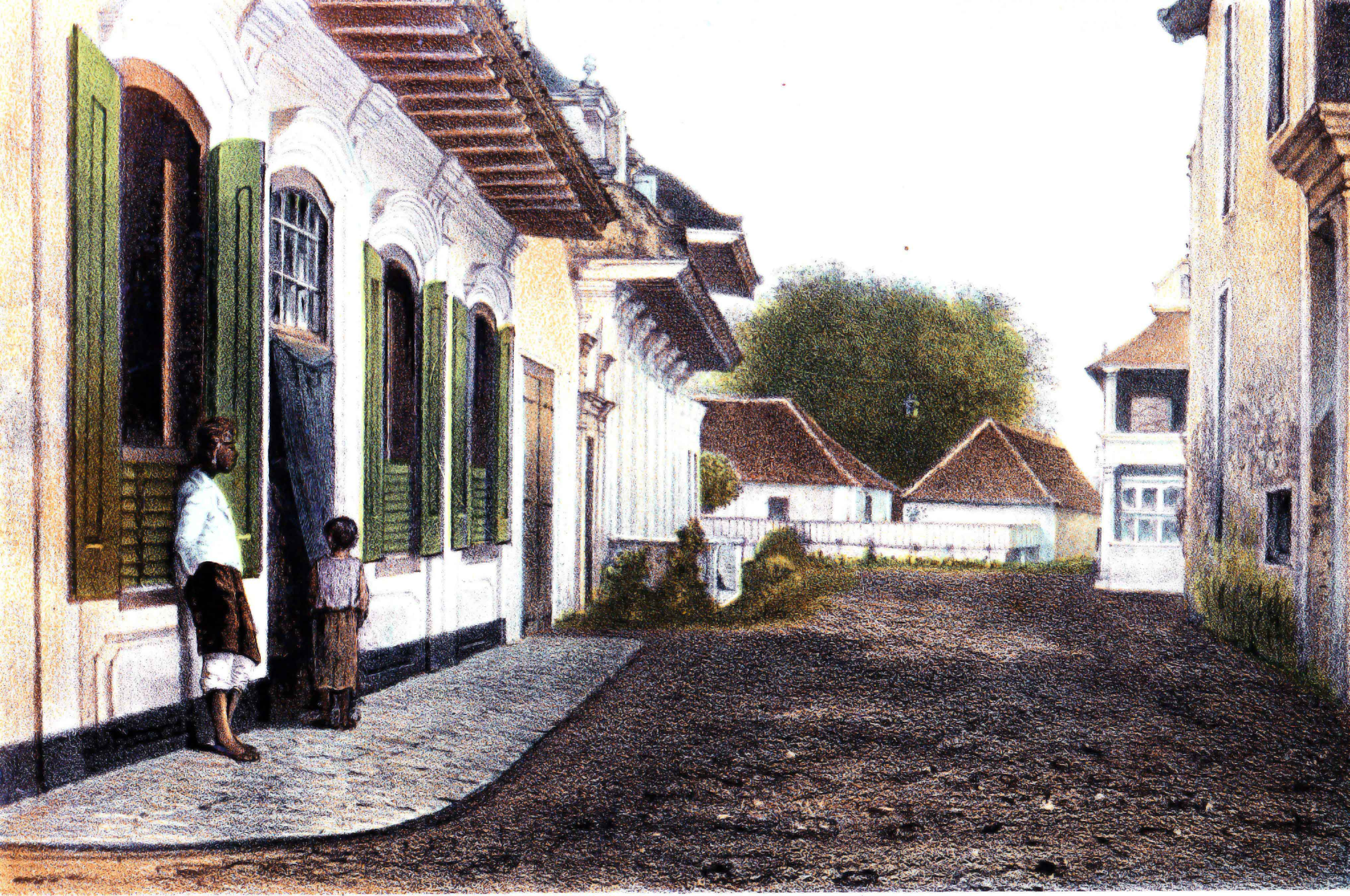
Gravure représentant une rue de Semarang en 1859

Comme plusieurs villes du Pasisir, tournées depuis des siècles vers le monde extérieur et le commerce international, Semarang est un ancien site portuaire. Son développement est lié à l'essor du Pasisir pendant l'expansion du commerce international, du XVe au XVIIe siècle, marqué par l'établissement des premières communautés chinoises, les débuts de l'islamisation de cette partie de Java et la fondation du royaume de Demak. L'amiral chinois Zheng He, qui mènera sept expéditions vers l'Inde, le Moyen-Orient et l'Afrique de l'Est entre 1405 et 1433, fait plusieurs fois escale à Java. La tradition veut qu'il soit venu à Semarang.
Selon la tradition, c'est le sultan Adiwijaya de Pajang qui en 1547 crée le kabupaten et élève à la dignité de bupati Pandan Arang II. Peu de temps après, Pandan Arang se retire sur le mont Jabalekat dans la région de Klaten où il se consacre à la propagation de la religion musulmane sous le nom de Sunan Tembayat. Il meurt en 1553 et est enterré au sommet du Jabalekat.
Dans la deuxième moitié du XVIIe siècle, après la mort du sultan Agung, le royaume de Mataram est miné par des guerres de succession. Les rois s'endettent auprès de la VOC (Vereenigde Oostindische Compagnie ou "Compagnie néerlandaise des Indes orientales"), basée à Batavia, pour financer leurs campagnes contre les différentes rébellions. En 1677, le souverain doit céder Semarang en gage à la VOC.
Au XIXe siècle, la ville « murée » (fortifiée de palissades) abrite les Européens et assimilés et leur nombreuse domesticité. Chaque kampung (quartiers) des faubourgs regroupe en principe un groupe ethnique sous l'autorité d'un traditionnel : Bugis, Chinois, Javanais, Malais. Les corps de métier sont répartis de la même façon dans la ville. Semarang est la plus grande ville de Java après Batavia. Des navires vont et viennent dans son port des autres îles des Indes néerlandaises, d'Asie, d'Afrique, d'Europe et d'Amérique. La ville est le débouché des produits du centre de Java. Elle est essentiellement exportatrice. La construction d'un port moderne à Batavia à la fin du XIXe siècle va progressivement éclipser le rôle de Semarang, bien qu'elle poursuive son développement urbain au cours du XXe siècle.

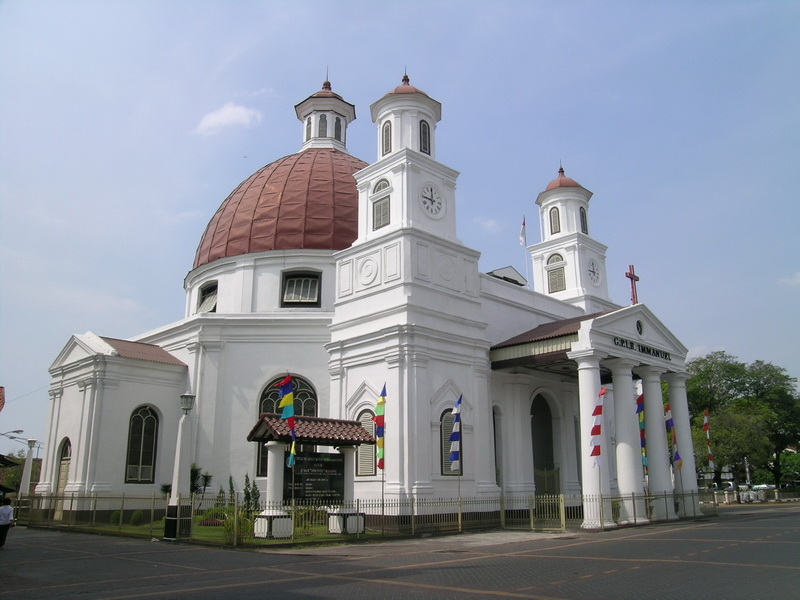
La Gereja Blenduk ("église à la coupole"), église protestante construite au XVIIIe siècle par les Néerlandais

### Laresidentiede Semarang

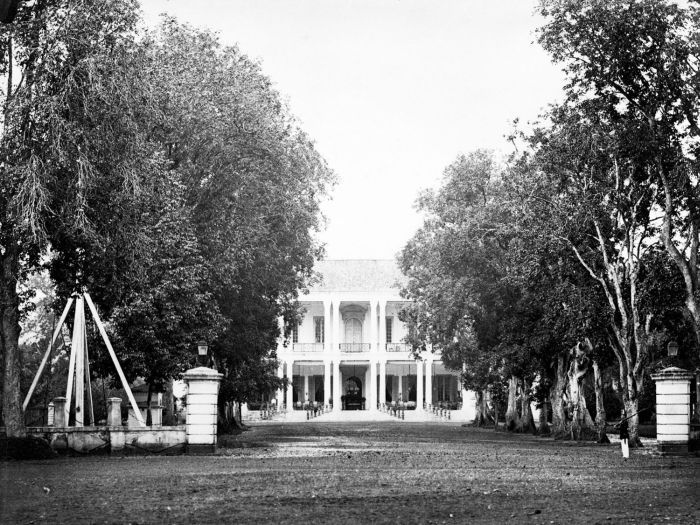
Siège de la residentie de Semarang (vers 1900)

La ville de Semarang acquiert le statut de Gemeente (ville) en 1906 et est dirigée par un burgemeester. Désormais, la ville et le kabupaten de Semarang sont deux entités distinctes, bien que la ville demeure le chef-lieu du kabupaten. Dans les années 1950, l'idée est lancée de déplacer le chef-lieu à Ungaran, ce qui sera finalement réalisé en 1983.

## Géographie
Semarang est située sur la côte nord de Java. La partie nord et centrale de la ville est située dans la plaine côtière plate. Les quartiers du sud s'étendent dans des collines escarpées. Il y a deux rivières traversant les côtés est et ouest qui assurent le drainage. Les inondations pendant les tempêtes de pluie sont courantes pendant la saison de la mousson.

### Climat
Semarang présente un climat de forêt tropicale humide qui se confond avec un climat de mousson tropicale (Am). La ville se caractérise par des mois nettement plus humides et plus secs, les mois les plus secs étant de juin à août. Toutefois, les précipitations moyennes ne sont jamais inférieures à 60 mm en aucun de ces mois, d'où la catégorisation de la forêt pluviale tropicale. Semarang reçoit en moyenne environ 2 800 mm de pluie par an. Les températures moyennes dans la ville sont relativement constantes, oscillant autour de 28 °C.

## Culture ettourisme
Ville du Pasisir, Semarang affirme être le siège de la plus ancienne communauté chinoise de Java. Un temple, le Sam Poo Kong, y est d'ailleurs dédié au grand amiral chinois Zheng He ou Sam Poo. Chaque année, la population de Semarang célèbre le passage de Sam Poo Tay Djien, c'est-à-dire « l'amiral Zheng He », censé avoir eu lieu en 1405. Une procession de chevaux menés temple de Sam Poo Kong.
On y trouve la Grande Mosquée de Java central.

### Cuisine
Certaines spécialités culinaires de Semarang sont d'origine chinoise, comme le lumpia Semarang, pâté impérial aux légumes qui n'est plus vraiment chinois mais typiquement javanais.

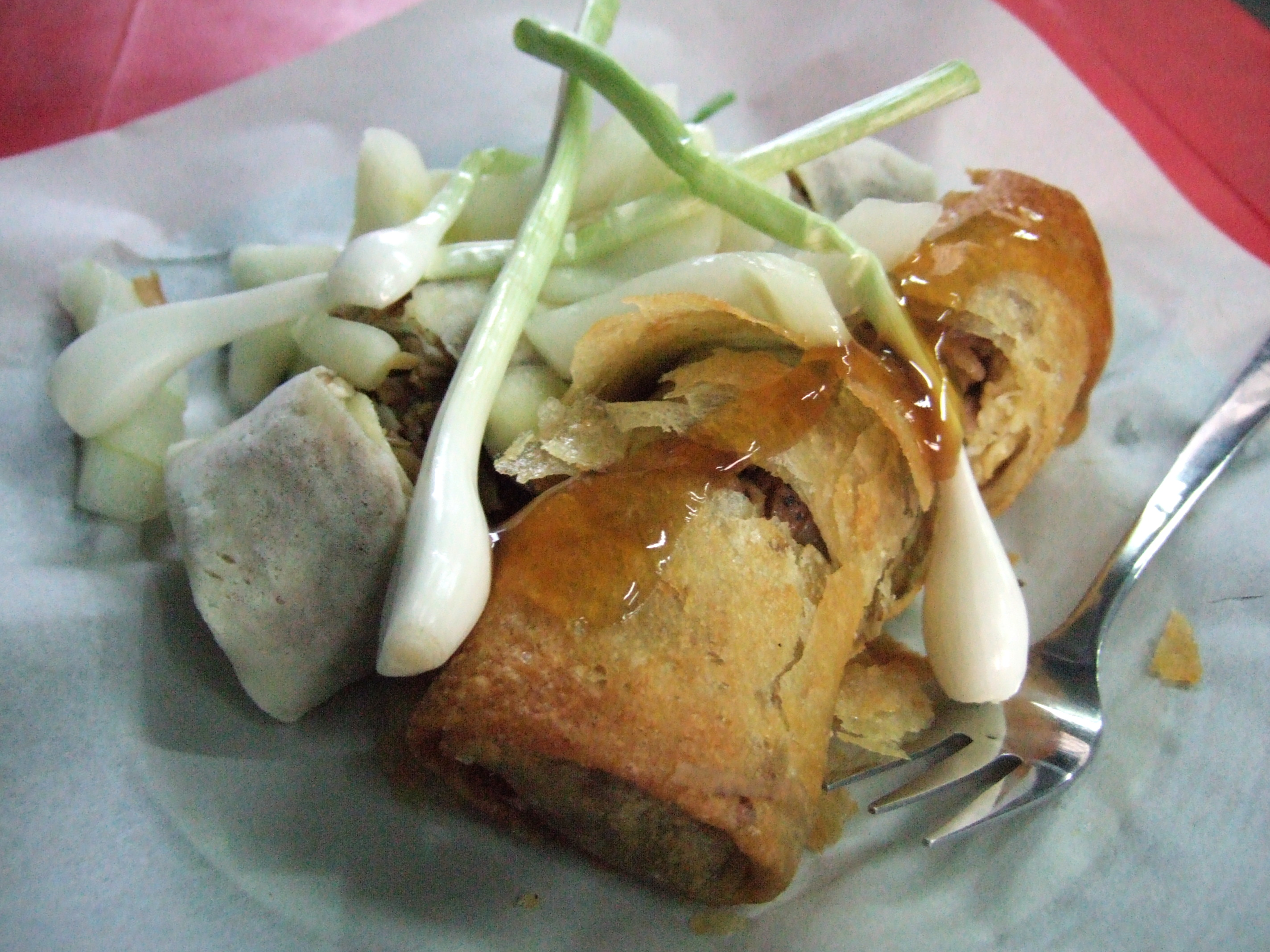
Lumpia Semarang

### Archéologie
En septembre 2015 ont commencé des fouilles dans le quartier de Duduhan, où a été découvert en 1976 un temple que les archéologues attribuent au royaume de Mataram (VIIe – Xe siècles de notre ère).
Sur les pentes du mont Ungaran, au sud de Semarang, se trouve un ensemble de temples appelé Gedong Songo ou « les neuf constructions ».
Les autres sites archéologiques accessibles depuis Semarang sont les candi (temples) suivants :

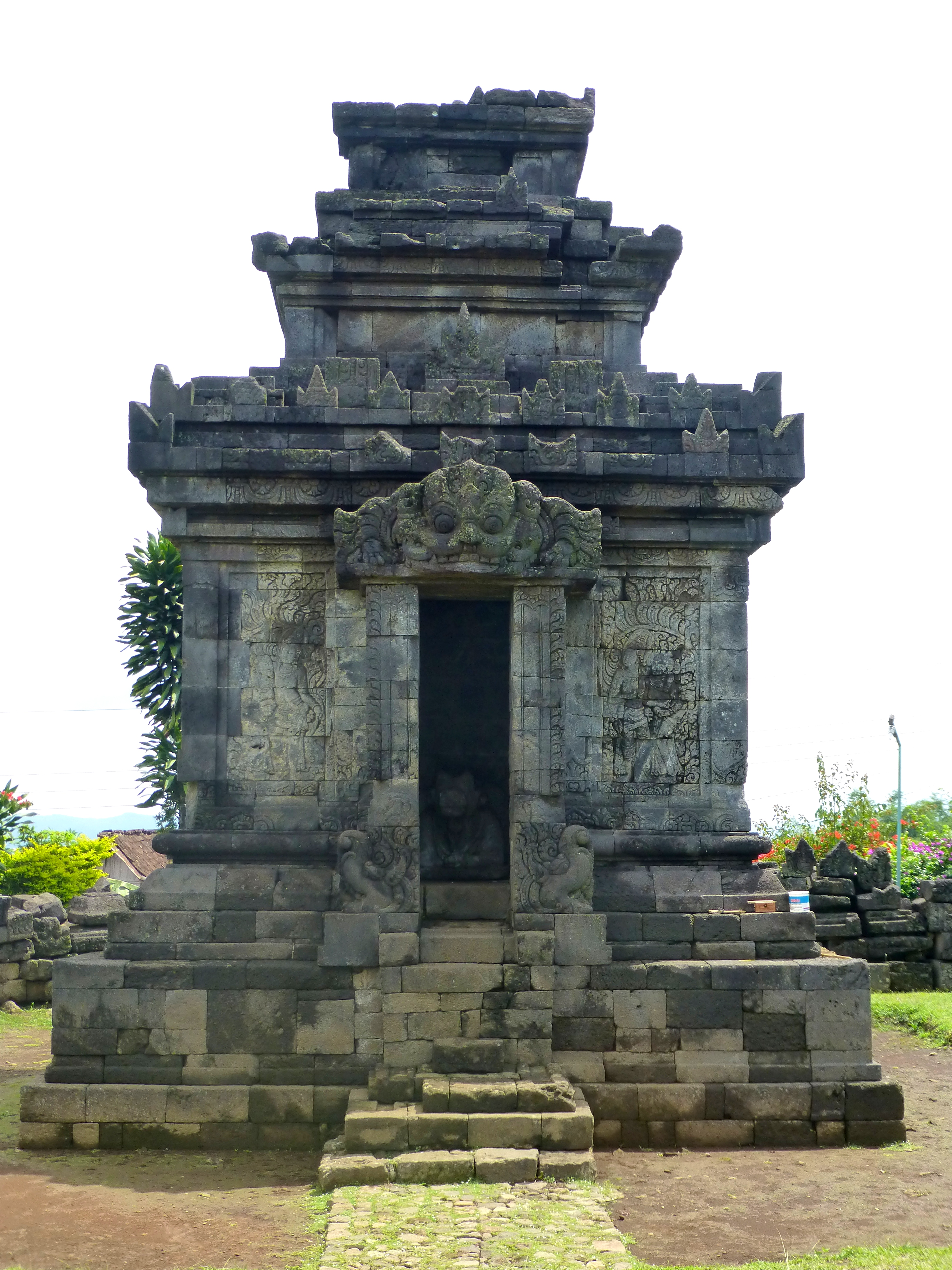
Le Candi Pringapus

- Muncul, sanctuaire hindouiste édifié très certainement au VIIIe siècle ;
- Candirejo ;
- Pringapus, construit vers 850 ;
- Perot.

## Tourisme
De Semarang, on peut se rendre en bateau aux îles Karimunjawa.
Semarang est raisonnablement équipée en termes d'hôtellerie. Les chaînes indonésiennes « Ciputra » et « Santika » tiennent des établissements aux normes internationales. L'« Ibis Semarang » en construction sur la Jalan Gajah Mada, une des principales artères de la ville, à proximité du quartier des affaires et de celui très animé de Simpang Lima, offrira 180 chambres, des salles de conférences et le restaurant « La Table ».

## Transport

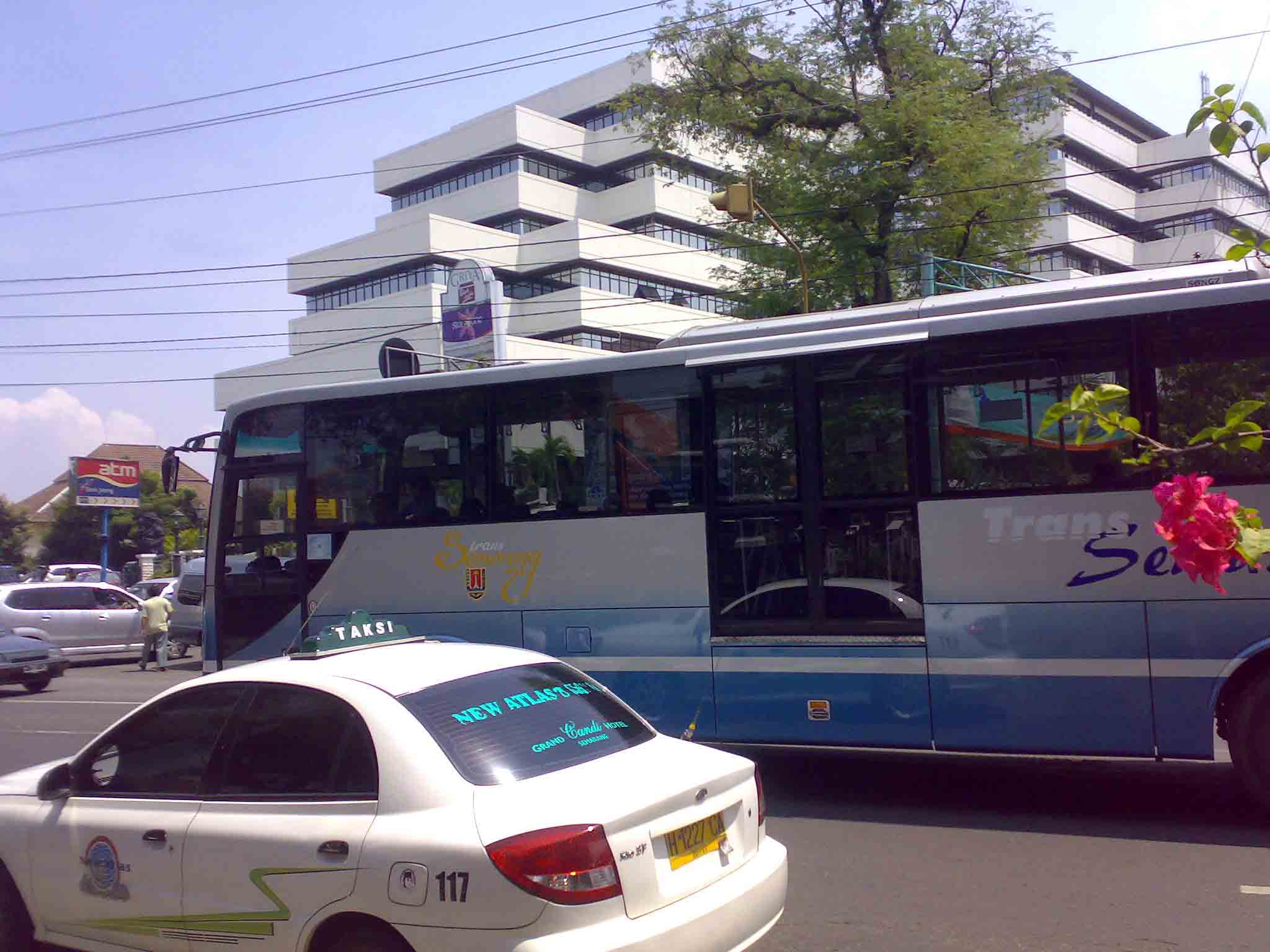
Bus à Semarang

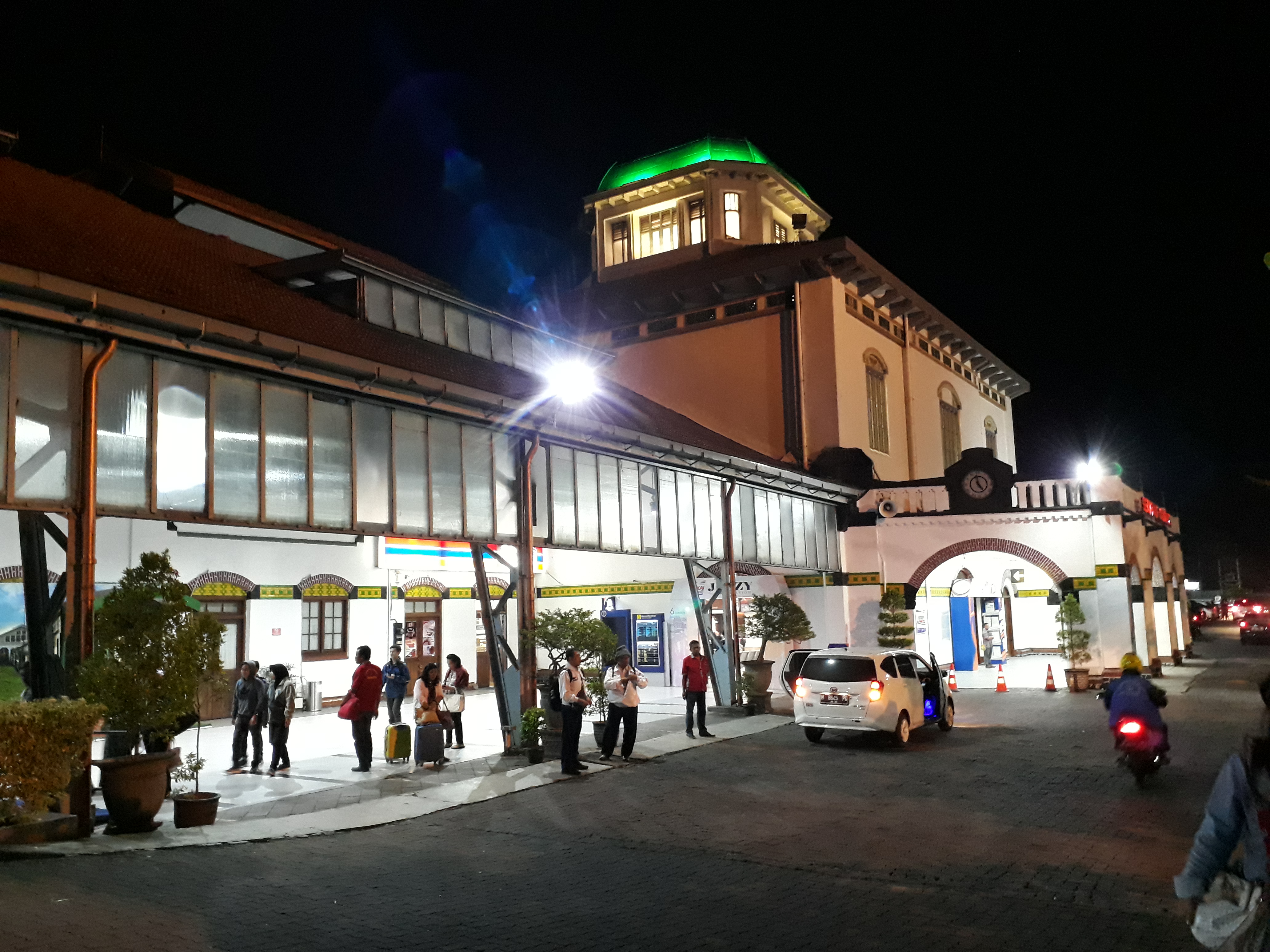
La gare de Semarang Tawang

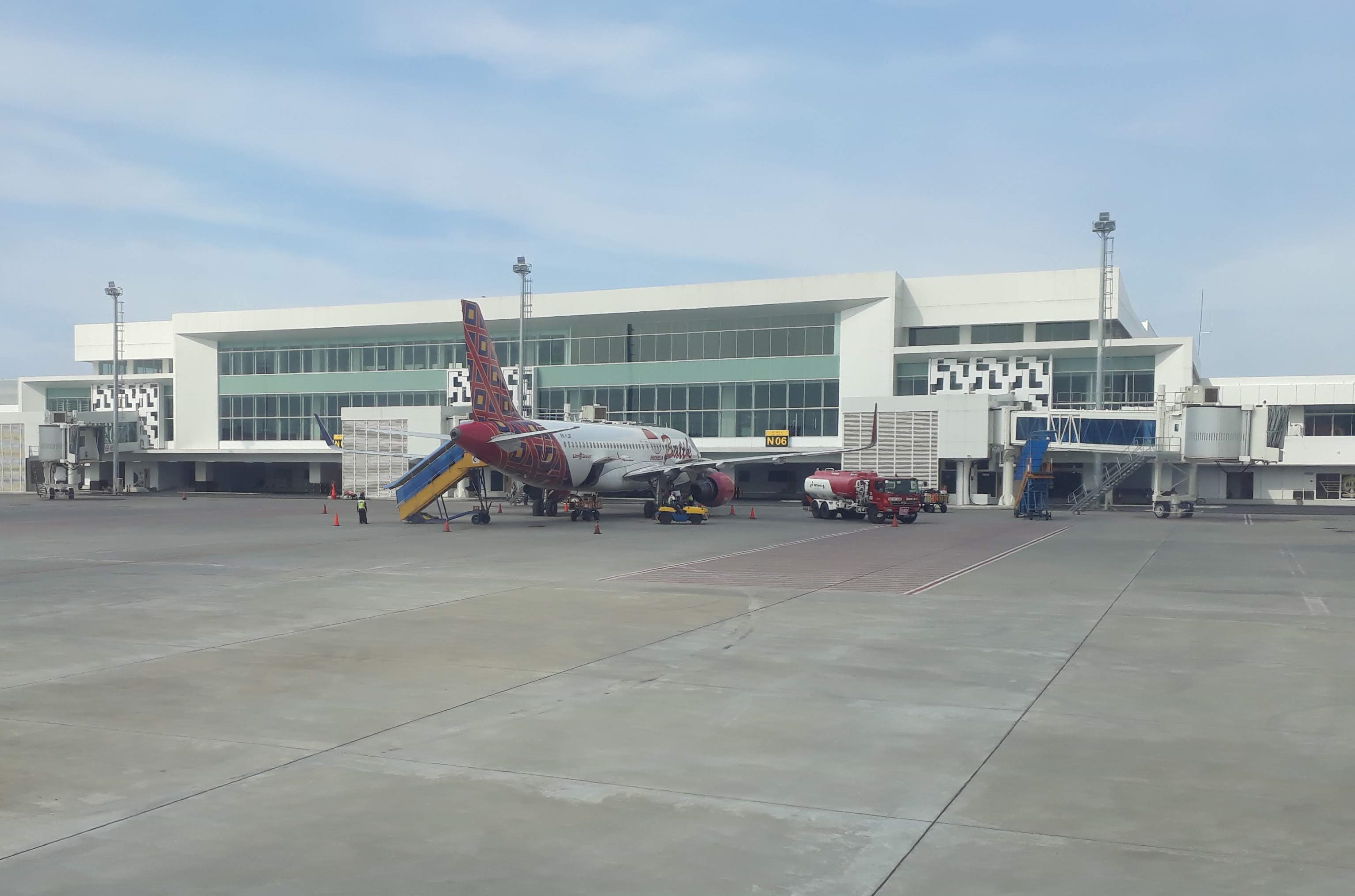
Aéroport Achmad Yani : l'aérogare

Semarang est située sur la grande route côtière du nord qui relie Jakarta, la capitale de l'Indonésie, à Surabaya, la 2e ville du pays.

### Transports en commun
Le principal moyen de transport en commun est le minibus, appelé « bis ». Les plus grands terminaux de bus de Semarang sont Mangkang et Terboyo.
Un bus rapide dessert Semarang, appelé Trans Semarang.

### Transports ferroviaire
Sur la ligne de chemin de fer principale que constitue cet axe Jakarta-Surabaya, la gare de Semarang Tawang est la principale entre les deux villes. C'est de cette gare que Rimbaud est parti pour rejoindre la garnison de Salatiga en 1876, après s'être engagé comme mercenaire dans la KNIL, l'armée coloniale des Indes néerlandaises et avoir débarqué du bateau qui l'emmenait de Batavia (aujourd'hui Jakarta).
La ville est desservie par une 2e station, la gare de Semarang Poncol, construite en 1914 par l'administration coloniale néerlandaise.

### Transports aérien
L'aéroport international Achmad-Yani est desservi par :[Quand ?]
- AirAsia (Surabaya, Singapour, Kuala Lumpur) ;
- Citilink (Jakarta) ;
- Garuda Indonesia (Denpasar, Jakarta, Surabaya) ;
- Kal Star Aviation (Ketapang, Pangkalanbun) ;
- Lion Air (Balikpapan, Banjarmasin, Batam, Jakarta) ;
- Merpati (Bandung, Sampit) ;
- Silk Air (Singapour) ;
- Sriwijaya Air (Jakarta, Surabaya) ;
- Trigana Air Service (Pangkalanbun) ;
- Wings Air (Denpasar, Surabaya).

Achmad Yani a accueilli plus de trois millions de passagers en 2012, ce qui en fait le 9e aéroport indonésien. La construction d'une nouvelle aérogare doit commencer en 2013.

## Éducation

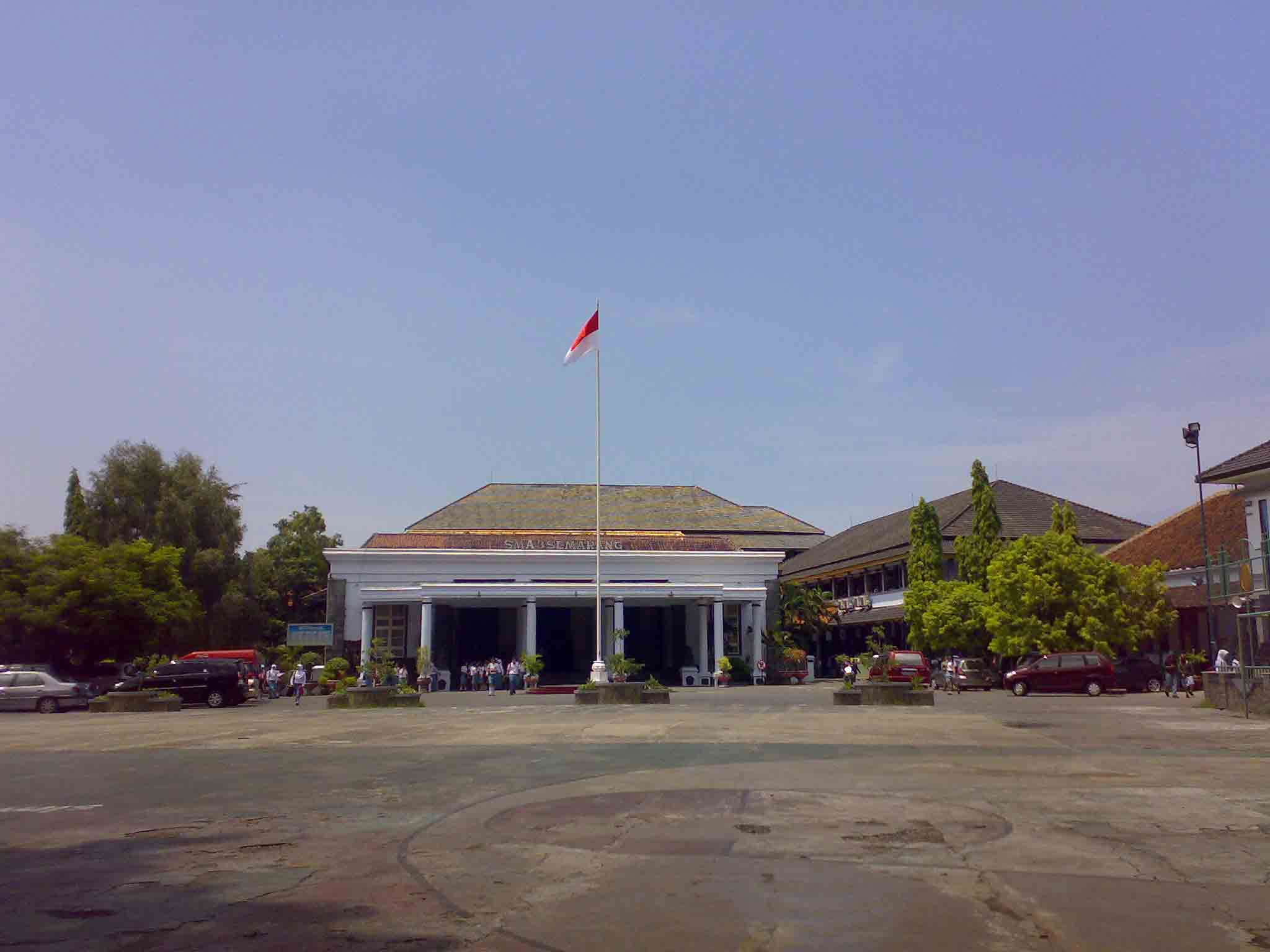
Un lycée à Semarang

Semarang est le siège de plusieurs universités.
Il existe une école internationale à Semarang, la « Semarang International School ». L'enseignement y est donné en anglais et suit le « Primary Years Programme » (programme du primaire) de l'International Baccalaureat Organisation dont l'école est membre (voir http://www.ibo.org/pyp/).

## Personnalités

### Zheng He

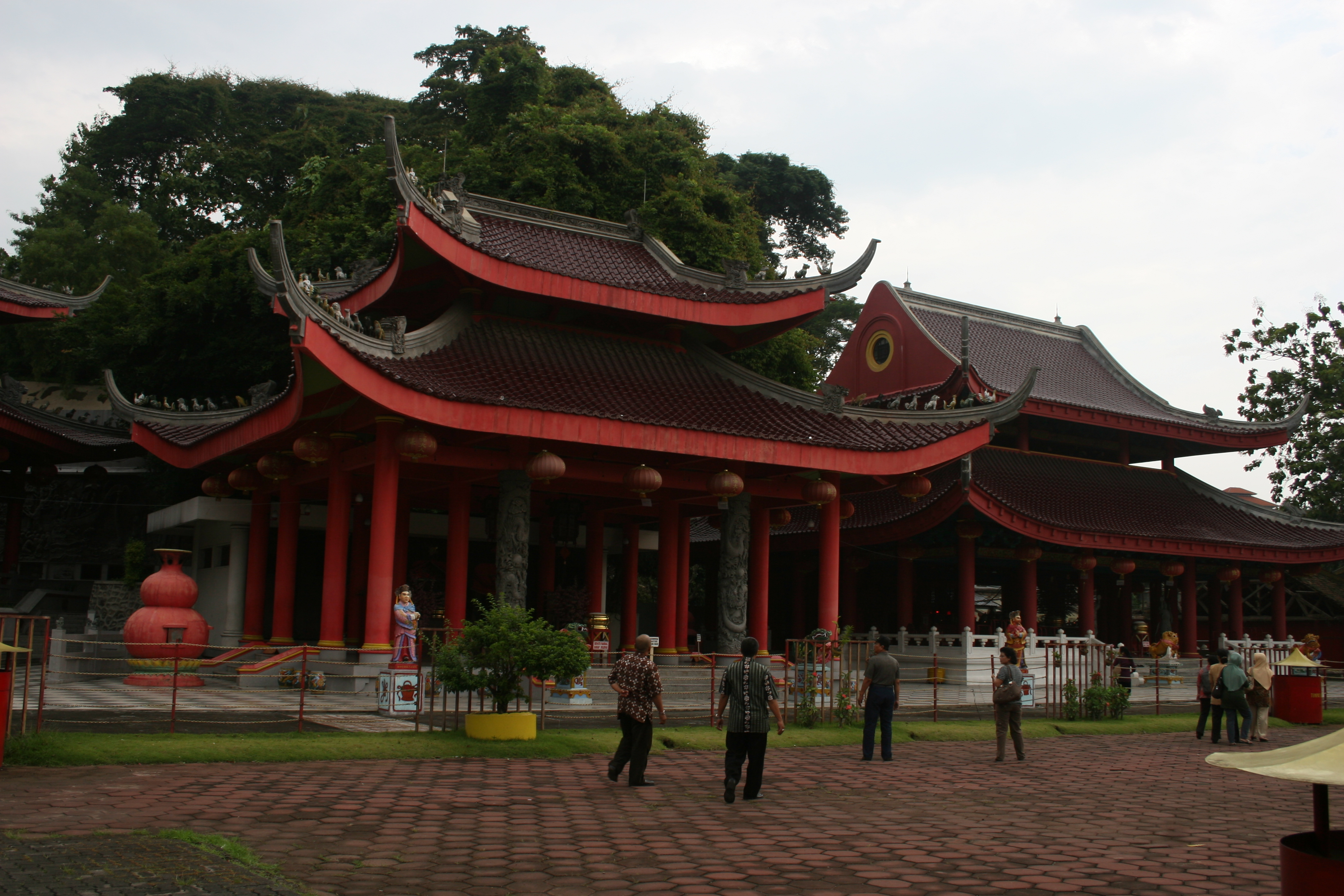
Le temple Sam Poo Kong

En 2005, Semarang a célébré le 600e anniversaire du passage de Zheng He. L'amiral aurait creusé une grotte sur la colline de Simongan à Semarang, comme demeure provisoire le temps qu'on répare ses navires. Vivre et méditer dans une grotte était pratique courante à Java. Durant son séjour, Zheng He aurait également fait construire une mosquée pour la communauté musulmane chinoise de Semarang. Cette mosquée aurait par la suite été transformée en un temple par les habitants de Semarang. Ce temple est connu sous le nom de Sam Poo Kong. On y trouve une grande statue censée représenter Zheng He.
Les habitants de Semarang, chinois ou non, honorent Zheng He. Un autre temple, Tai Kak Sie, a été construit afin de lui rendre hommage. Ces deux temples sont des lieux incontournables pour le visiteur de Semarang. Ils ont attirent chaque jour des centaines de pèlerins, Indonésiens d'origine chinoise ou non, pour demander protection à Zheng He.

### Arthur Rimbaud
C'est à Semarang que le poète débarque en 1876, en provenance de Batavia (aujourd'hui Jakarta), avant de prendre le train pour Salatiga, à la garnison de laquelle il est affecté.

### Autres personnalités

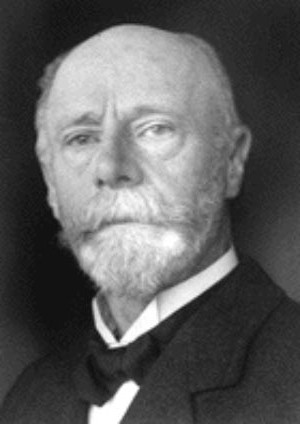
Willem Einthoven

- Gerard Pieter Adolfs, (1898-1968), peintre et architecte néerlandais des Indes orientales y est né.
- Le physiologiste néerlandais Willem Einthoven, prix Nobel de physiologie ou médecine en 1924, est né à Semarang.